# Osphranter antilopinus
Osphranter antilopinus — вид родини Кенгурових. Етимологія: від «антилопа» і лат. inus — «-подібний».

## Поширення
Ендемік Австралії, де він поширений в північних мусонних тропічних евкаліптових рідколіссях з підліском з багаторічних трав. Вид також може знаходитись у регенеруючих лісах, луках та пасовищах. Зазвичай проживає нижче 500 м над рівнем моря.

## Опис
Довжина голови й тіла самців: 1000—1400 мм, самиць: 750—1000, довжина хвоста у самців: 800—900, у самиць: 600—700. Вага: 16—49 кг. Загальне забарвлення рудувато-коричневе чи голубувато-сіре. Цей вид товариський і його можна спостерігати в групах до 30 особин. Вагітність триває 34 дні. Диплоїдний набір хромосом, 2n=16.

## Загрози та охорона
Загрози невідомі. Ймовірно, до деякої міри йому загрожує збільшення пастирської діяльності та розвиток наявної землі. Вид присутній в багатьох природоохоронних територіях.

## Галерея

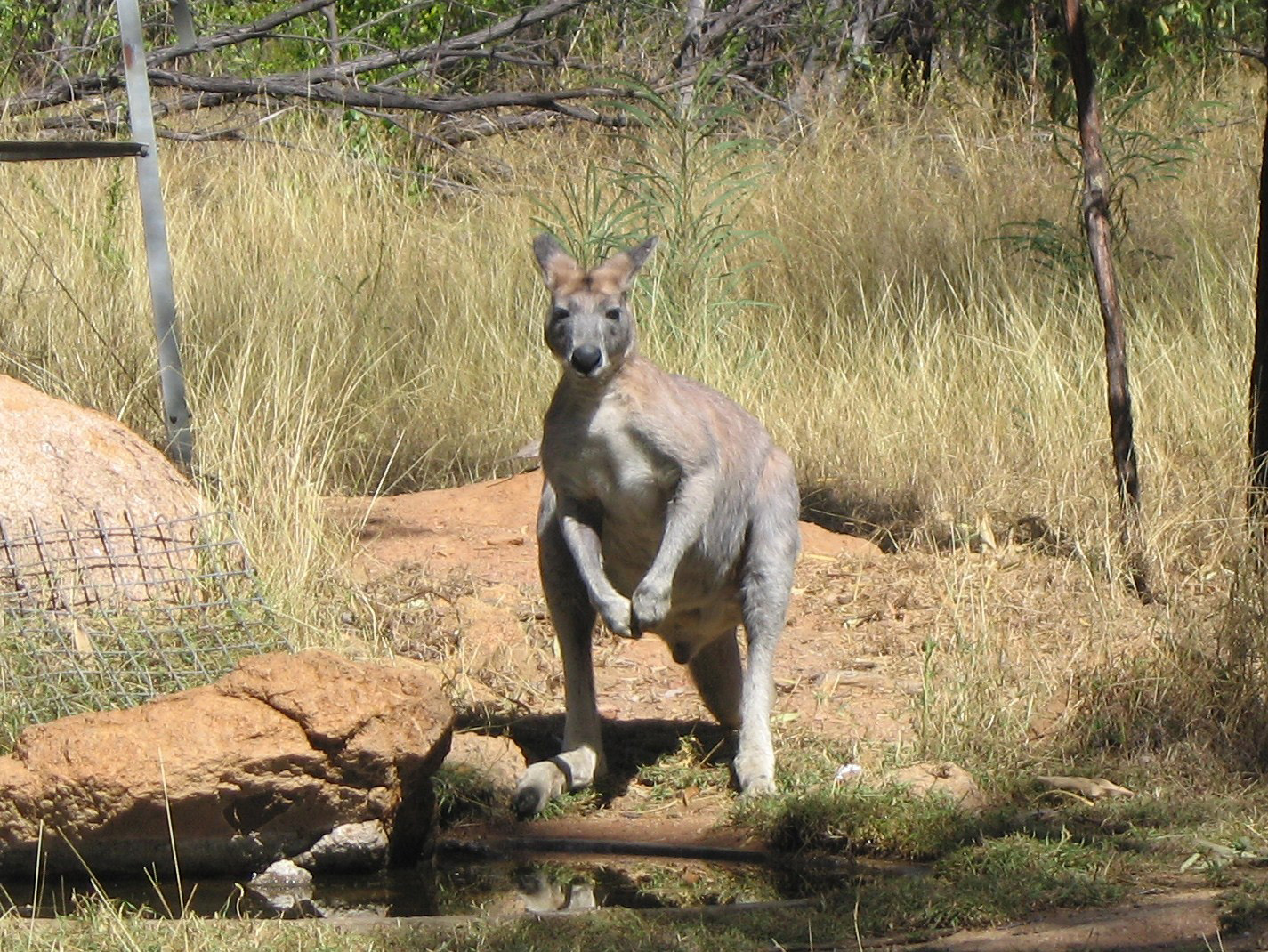